# Centre hospitalier régional de Bafoussam
Le Centre Hospitalier Régional de Bafoussam, en abrégé CHRB, est un hôpital public à Bafoussam dans la région de l'Ouest du Cameroun.
Il a été mis en service lors de la CAN 2021, et a accueilli des joueurs en urgence - tel le footballeur sénégalais Sadio Mané - lors de cette compétition.

## Histoire de l’hôpital
Le Centre Hospitalier Régional de Bafoussam est construit et mis en service en 2021.  Il possède l'un des plateaux techniques les plus modernes de la région de l'ouest Cameroun et du Cameroun.
Le Centre Hospitalier Régional de Bafoussam ouvre le 11 décembre 2021 en présence du Premier Ministre du Cameroun Joseph Dion Nguté. Les réceptions technique et provisoire avaient eu lieu les 13 et 27 août 2021. Le Dr Manaouda Malachie, ministre de la Santé Publique, fait entrer en fonction la formation hospitalière à la mi-octobre 2021. 
En un mois et demi de fonctionnement, 315 consultations (dont 150 pour la gastroentérologie et la néphrologie), 650 examens de laboratoire et 100 examens d'imagerie ont été réalisés. 
Il fait partie du cahier des charges de la CAF qui a ainsi pu valider l'offre sportive de la province de l'ouest Cameroun, pour la CAN 2021.

## Risques sanitaires
L'hôpital est une infrastructure qui est en dehors de la ville de Bafoussam, sur la route et à proximité du Stade omnisports de Bafoussam (Kouekong).   

## Services de l'hôpital

### Personnel
Le personnel est constitué d'environ 40 professionnels dont 14 spécialistes (01 gastroentérologue, 01 néphrologue, 03 chirurgiens, 01 anesthésiste réanimateur, 01 pédiatre, 01 neurologue, 03 radiologues, 01 pneumologue, 01 ophtalmologue et 01 urologue; 02 médecins généralistes, 22 personnels médico-technique et 02 administratifs).

### Équipement
Le centre est un bâtiment de 4800m² sur une superficie totale de 5h, il dispose de deux groupes d'une puissance 275 KVA chacun; d'une soute de 5000 litres de carburant qui assure une autonomie de 5 jours à l'hôpital; un forage de 200 litres assurant 3 jours de flux continu de liquide.